# مزر

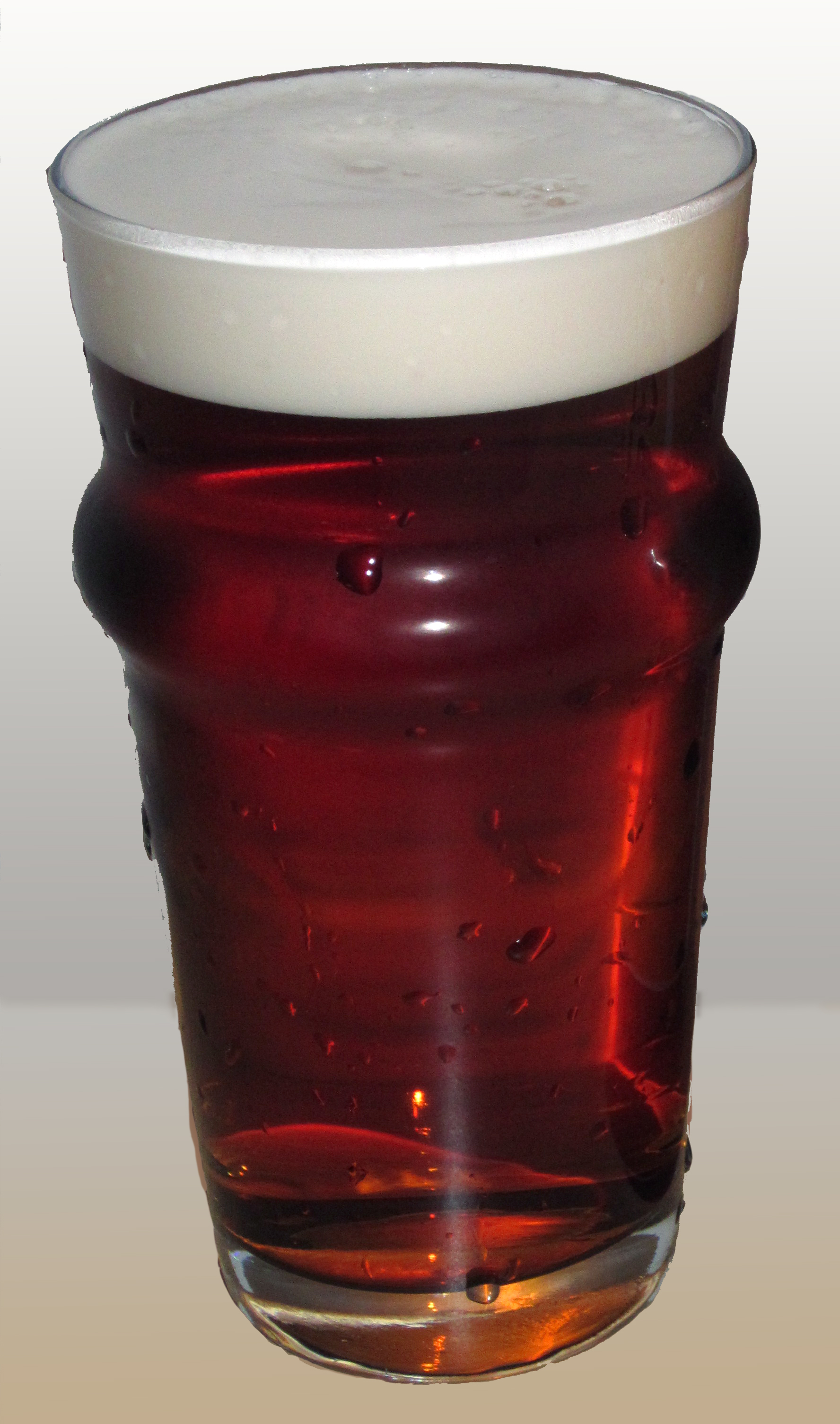
كأس من المزر

المِزْر أو بيرة إيل وهي نوع من أنواع الجعة يصنع بطريقة دافئة نسبياً، فتعطي مشروباً له قوام، حلو المذاق، له طعم الفاكهة. يصنع المزر عادة من نقيع الحبوب كالشعير ومن حشيشة الدينار.

## في الإسلام
ورد ذكر هذا المشروب في الحديث الذي رواه أبو موسى الأشعري "أن النبي محمد صلى الله عليه وسلم بعثه إلى اليمن، فسأله عن أشربة تصنع بها، فقال: وما هي؟ قال: البتع والمزر -فقلت لأبي بردة: ما البتع؟ قال: نبيذ العسل، والمزر: نبيذ الشعير- فقال: كل مسكر حرام."

## اقرأ أيضاً
- البتع
- جعة
- مزر الزنجبيل